# Pancuang Taba
Pancuang Taba is een bestuurslaag in het regentschap Zuid-Pesisir van de provincie West-Sumatra, Indonesië. Pancuang Taba telt 2270 inwoners (volkstelling 2010).